# Familie Rechlin
Familie Rechlin ist der Name der zweiteiligen Verfilmung des Buches Familie Rechlin von Jochen Hauser.

## Handlung
Das Ehepaar Hannes und Ingelore Rechlin leben im Ostberliner Stadtteil Mitte am Hackeschen Markt zusammen mit dem jüngsten Sohn Rene und dem Vater des Ehemannes in einer Altbauwohnung. Der Film beginnt 1962, kurz nachdem der Bau der Berliner Mauer die Familie getrennt hat. Die Tochter Beate lebt zusammen mit ihrem Mann und Sohn im Westberliner Ruhleben und kann erst 1963 mit dem Passierscheinabkommen wieder die Familie besuchen. Ingelore, die bis dahin das Zentrum war, sieht die Gefahr, dass ihre Familie zerbricht.
Der Film verfolgt in verschiedenen Handlungssträngen das Leben der Familie in Beruf und Freizeit über mehr als ein Jahrzehnt hinweg. Dabei wird der Alltag durch die Berufe der Eheleute (Straßenbahnfahrer und Köchin) ebenso dargestellt, wie Probleme durch Kinderlosigkeit, Gefängnisstrafen und der Mitgliedschaft in der SED.

## Produktion und Veröffentlichung
Nachdem die Bücher erfolgreich verlegt wurden, entschloss sich das Fernsehen der DDR zur Verfilmung. Die Dreharbeiten fanden an den Originalschauplätzen in Ost-Berlin und West-Berlin statt, was eine Ausnahmesituation während der Deutschen Teilung war, die Dreharbeiten im jeweils anderen Land erschwerte bzw. unmöglich machte.
Das Szenarium stammte von Jochen Hauser und für die Dramaturgie war Bernd Schirmer verantwortlich.
Die Erstausstrahlung des auf ORWO-Color gedrehten Zweiteilers fand am 16. April und 18. April 1982 im 1. Programm des Fernsehens der DDR statt.

## Kritik
„Der von guten Darstellern getragene (Fernseh-)Film spiegelt vieles vom ehemaligen DDR-Alltag wider und schneidet dabei auch kritische Themen an.“